# Вольф, Ханна

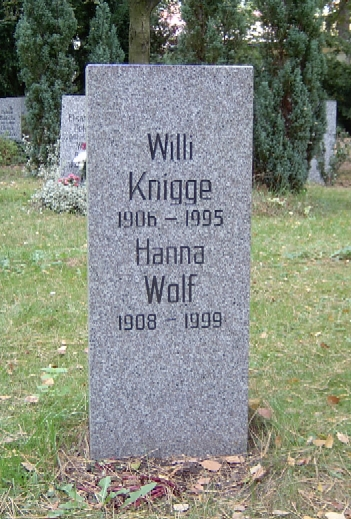
Могила Ханны Вольф в Панкове

Ханна Вольф (нем. Hanna Wolf, урожд. Хашка (нем. Haschka); 4 февраля 1908, Гонёндз — 22 мая 1999, Берлин) — немецкий политик, член СЕПГ. Ректор Высшей партийной школы имени Карла Маркса в 1950—1983 годах.

## Биография
Дочь раввина и учителя, Ханна Вольф также стала учительницей. Состояла в польском коммунистическом молодёжном объединении, в 1927—1932 годах училась в Берлинском университете. В 1930 году вступила в Коммунистическую партию Германии. В 1932 году эмигрировала в СССР, где в Москве работала в 1935—1937 годах в Международной ленинской школе Коминтерна и в 1943—1948 годах руководила Центральной школой военнопленных в Красногорске.
По возвращении в Германию работала в аппарате СЕПГ, в 1954—1958 годах состояла членом ЦК СЕПГ. 12 сентября 1950 года Ханна Вольф была назначена ректором Высшей партийной школы имени Карла Маркса. 18 октября 1989 года Ханна Вольф была единственным членом ЦК СЕПГ, проголосовавшим против предложения лишить Эриха Хонеккера всех государственных и партийных должностей. В феврале 1990 года Вольф была исключена из ПДС.
Похоронена на 3-м Панковском кладбище в Берлине.